# 쇼콜라 (영화)
《쇼콜라》(프랑스어: Chocolat)는 2016년에 개봉한 프랑스의 영화이다.

## 줄거리
19세기 말 벨 에포크 시대. 퇴물 취급을 받던 광대 ‘푸티트’(젬스 티에레 분)는 새로운 무대를 구상하던 중 식인종을 연기하는 흑인 광대 ‘쇼콜라’(오마르 시 분)를 만나 콤비를 이룰 것을 제안한다. 모두에게 실패할 것이라 무시당한 그들의 첫 무대는 큰 성공을 이루고, 두 사람은 최고의 권위인 프랑스 파리 누보 서커스단에 스카우트되어 전성기를 누린다. 더 큰 무대와 완벽한 연기를 꿈꾸는 ‘푸티트’와 달리 파리의 화려한 생활과 명성에 취해 방황하는 ‘쇼콜라’. 두 콤비의 쇼가 유명해질수록 이들의 우정은 점점 위태로워지는데…

## 출연
- 오마르 시 - 쇼콜라 역
- 젬스 티에레 - 푸티트 역
- 클로틸드 엠 - 마리 역
- 올리비에 구르메 - 주제프 오예르 역
- 프레데리크 피에로 - 테오도르 역
- 노에미 르보프스키 - 이본 역
- 알리스 드랑크쟁 - 카미유 역
- 알렉스 데스카스 - 빅토르 역
- 올리비에 라부르댕 - 피르맹 제미에 역
- 그자비에 보부아 - 자크 역
- 드니 포달리데 & 브뤼노 포달리데 - 뤼미에르 형제 역
- 엘레나 수베랑 - 레지나 역
- 크리스토프 플뤼데 - 마르발 역
- 앙토냉 모렐 - 오르티스 역
- 미크 올스베케 - 그린 역
- 이보 뮐뢰르 - 기자 역
- 뱅상 네메트 - 기자 역
- 앙디 질레 - 여장 남자 역
- 장폴 브리사르 - 라넬로그 교수 역

## 제작진
- 의상: 파스칼린 샤반
- 헤어: 베로니크 보슬레
- 캐스팅: 다비드 베르트랑
- 미술: 제레미 뒤시에